# Henning Sommer
Henning Sommer ist ein deutscher Musiker, Komponist und Creative Director. Bekannt wurde er als Sänger und Gitarrist der Hamburger Indiepop-Band Wilhelm Tell Me sowie als Mitautor des Titels Neonlicht auf Andrea Bergs Album Mosaik. Sommer arbeitet im Bereich Musik für Werbung und Film und ist Creative Director bei 2WEI Music.

## Leben und Karriere
Sommer wurde durch seine Tätigkeit bei der 2010 in Hamburg gegründeten Band Wilhelm Tell Me öffentlich bekannt. Zeitungs- und Radioberichte führen ihn als Sänger und Keyboarder bzw. Sänger und Gitarrist der Formation und zeichnen die Gründungsgeschichte über eine Musiker-Anzeige nach. Weitere Presse-Features nennen ihn als Leadsänger der Band.
Als Songwriter arbeitete Sommer u. a. für Andrea Berg. Für das Stück Neonlicht weist das offizielle Live-Veröffentlichungsformat die Autorenschaft von Heiko Fischer und Henning Sommer aus. Das zugehörige Album Mosaik erhielt in Deutschland im Januar 2020 eine Platin-Auszeichnung des BVMI.
Neben Band- und Autorentätigkeit veröffentlicht Sommer auch elektronische Pop-Produktionen im Duo Miles & Miles gemeinsam mit Heiko Fischer. Deutsche Musikmedien führen beide als Gründer des Projekts (2019) und berichten über Single-Veröffentlichungen. Für die Single She’s So High werden Produktion und Mix dem Duo zugeschrieben.
Aktuell ist Sommer als Creative Director bei 2WEI Music tätig, einem international arbeitenden Studio für Trailer-, Film- und Werbemusik.

## Mitwirkungen (Auswahl)
- Andrea Berg: Neonlicht (auf Mosaik, 2019), Songwriting.[3][11]
- Miles & Miles: She’s So High (2020), Produktion und Mix (Duo-Credit).[12]
- Wilhelm Tell Me: Sänger und Gitarrist, diverse Veröffentlichungen und Tourneen (Auswahl siehe Weblinks/Quellen).[1][2]